# SketchUp
Cet article possède un paronyme, voir Ketchup.
 (septembre 2012).
Si vous disposez d'ouvrages ou d'articles de référence ou si vous connaissez des sites web de qualité traitant du thème abordé ici, merci de compléter l'article en donnant les références utiles à sa vérifiabilité et en les liant à la section « Notes et références ».
SketchUp est un logiciel de modélisation 3D, d'animation et de cartographie orienté vers l'architecture. Initialement édité par la société @Last Software (racheté par Google ensuite), ce logiciel se caractérise par des outils simples (rotation, extrusion, déplacement, etc.), qui en font un logiciel de 3D très différent des modeleurs 3D classiques. Il a été racheté en 2012 par la société Trimble.

## Principe
À part le fait qu'il soit un modeleur ne manipulant que des surfaces, son originalité repose essentiellement sur le principe de l'inférence. Le logiciel propose de lui-même une action de modélisation appropriée au contexte  : créer une face, l'extruder, la diviser, dessiner sur une face, découper selon la courbe dessinée, faire une coupe, etc., directement sur l'objet, et ce en « devinant » l'action que l'on souhaite réaliser. Mais ces capacités nécessitent de se défaire des habitudes prises sur un modeleur 3D standard. 
Ces techniques permettent cependant une création de dessins et de formes plus rapide, basée sur des volumes, des formes et des esquisses directement sur l'objet. SketchUp travaille « directement » en 3 dimensions, alors qu'un modeleur industriel travaille avec des formes en deux dimensions qui sont ensuite transformées. (Un modeleur industriel est basé sur des esquisses tracées « dans un plan de référence » qui sont ensuite extrudées et/ou pliées et/ou déformées, et/ou usinées, selon des modèles plus « lourds » à utiliser, mais qui pourront être réinjectés plus facilement dans des machines-outils). De fait, SketchUp n'est pas aussi adapté que les modeleurs conventionnels pour le dessin technique 'pur', mais il est très facile d'utilisation pour des travaux de création sur des volumes (comme ceux réalisés par les architectes, par exemple). 
Le rendu de SketchUp est capable d'imiter aussi bien un croquis à main levée (d'où le nom de sketch qui signifie croquis en anglais) que de réaliser un dessin technique précis avec ombres portées et textures. Le logiciel propose par défaut des dizaines de « styles » de rendu ; il est possible d'en créer d'autres à l'aide du programme complémentaire « Style Builder » disponible avec la version professionnelle de SketchUp.

## Historique

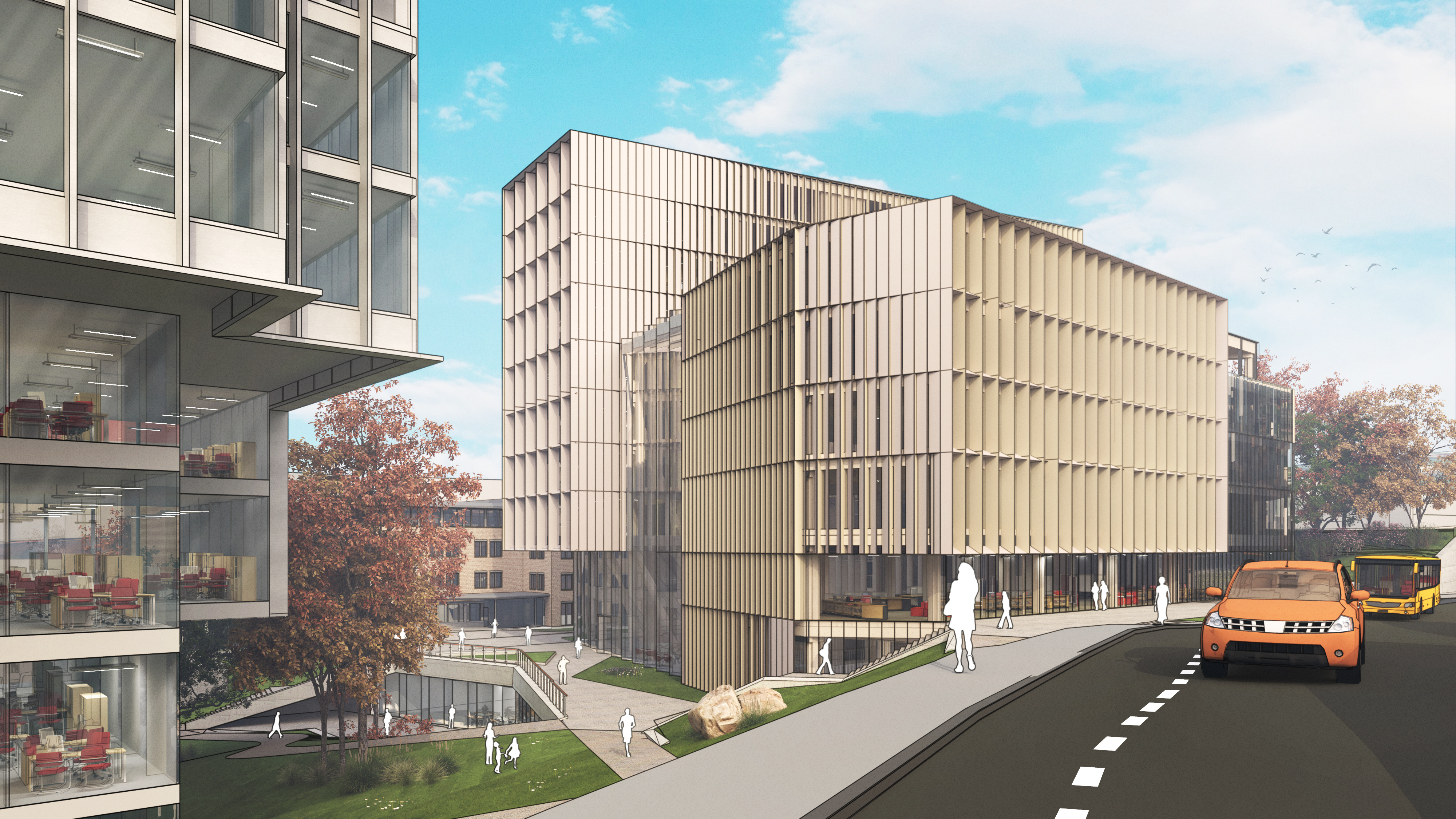
Rendu graphique d'une architecture réalisée à l'aide de SketchUp.

### @Last Software
SketchUp a été conçu à l'origine par la société @Last Software, installée à Boulder au Colorado, et fondée en 1999 par Brad Schell et Joe Esch.
Le lancement du logiciel en lui-même a eu lieu en 2000.

### SketchUp et Google
En mars 2006, la société éditrice de SketchUp a été rachetée par Google. Les deux sociétés collaboraient avant le rachat, car SketchUp était le logiciel qui permettait de créer les immeubles en 3D dans Google Earth. À la suite, Abvent, distributeur français de SketchUp Pro, poursuivait cette collaboration. Après avril 2006, Google diffuse deux versions de ce logiciel : Google SketchUp make gratuit et SketchUp Pro payant. La version gratuite disposait de toutes les fonctionnalités de base pour la modélisation et le rendu mais sans module d'animation, ni d'exportation des modèles réalisés vers des formats 3D courants. De même, la version 7 de SketchUp Pro a creusé les écarts de fonctionnalités avec la version gratuite.
9 janvier 2007, version 6 de SketchUp. Elle apportait de nouveaux outils, une version beta du nouveau logiciel complémentaire Google SketchUp LayOut et le code binaire universel pour Mac-Intel. LayOut comporte des outils de vecteurs 2D et de mise en page rendant la création de présentations plus facile pour les professionnels et ce sans besoin de transfert à un logiciel de présentation tiers.
La version 7, diffusée en version anglophone fin novembre 2008 est suivie de sa variante SketchUp Pro 7. La version 7.1 disponible en français, propose notamment l'intégration direct de texture issu de Google Street View. Les formats d'importation proposés dans les deux versions sont 3DS, DEM ou Autocad (DWG, DXF). La version payante disposant de plus de capacité d'importation.  
Le site de SketchUp propose de nombreux didacticiels pas à pas (réalisés avec SketchUp) facilitant sa prise en main. De plus Google a mis en place un service de stockage 3D appelé 3D warehouse [banque d'images 3D] afin de relier Google SketchUp à Google Earth. La version 8 permet des opérations booléennes sur des volumes. L'import et l'export autocad sont désormais des fonctionnalités de la version pro. 

### Rachat par Trimble
En mai 2012, Google revend Sketchup à Trimble, une société spécialisée dans les outils GPS et Laser. La banque de données « 3D Warehouse » reste hébergée chez Google, les équipes de développement restent inchangées. Le 22 mai 2013, une nouvelle version du logiciel est publiée, numérotée 13 (= 2013). La version gratuite est alors renommée « SketchUp Make ». 
Seulement neuf mois plus tard, en mars 2014, Trimble lance la version Sketchup Make 14 et la bibliothèque 3D Warehouse quitte son hébergement Google pour rejoindre Trimble à son tour, ainsi plus complète et plus diversifiée qu'auparavant. De nombreuses fonctionnalités sont alors ajoutées (sur la version gratuite) et notamment l'importation et l'exportation de fichiers DWG, autrefois uniquement réservées aux utilisateurs de la version Pro mais le téléchargement de la version gratuite n'est plus anonyme. Par ailleurs, la licence d'utilisation de la bibliothèque 3D Warehouse est devenue très restrictive depuis mars 2015.

## Utilisation avec les produits Google

### Compatibilité

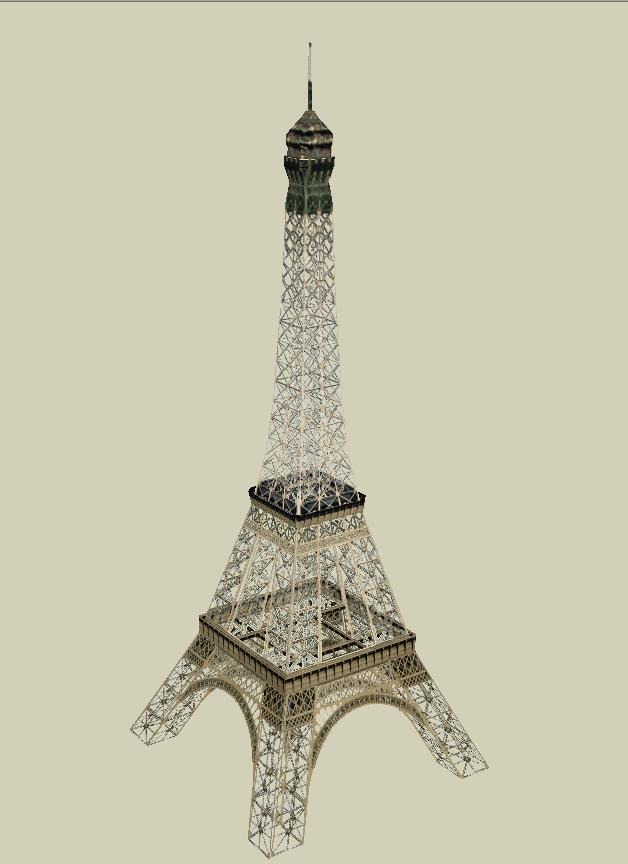
Modèle de la tour Eiffel en 3D réalisé sur SketchUp.

Sketchup peut exporter ses modèles aux formats COLLADA (.dae) et Keyhole Markup Language compressé (.kmz) afin de les intégrer sur Google Earth. La puissance des deux logiciels a pour but, à long terme, de modéliser le monde, en 3D via l'utilisation des technologies web.

### Géopositionnement des bâtiments sur Google Earth et Google Maps
Google Sketchup permet de positionner les bâtiments dans leur environnement via la  Géoposition, par l'intégration de l'imagerie aérienne de Google Maps. 
Une fois le modèle géopositionné, il est possible :
- de visualiser le modèle dans son environnement et son voisinage : maisons, immeubles, parc, forêt … Cependant, cet usage reste limité au départ car l'environnement Google Earth n'est pas entièrement en 3D. Seuls les bâtiments modélisés dans Sketchup par la communauté et importés dans Google Earth prendront du relief, ce jusqu'au passage en 3D de Google earth (effectif sur une partie de la France en 2020). Il est ainsi possible de rechercher et intégrer des modèles de bâtiments voisins, en les important depuis la banque d'images 3D de Google.
- de simuler l'ensoleillement sur le bâtiment et les ombres portées à l'aide de l'outil Ombre, en définissant le fuseau horaire, la date et l'heure.

Les résultats des travaux effectués sur Google Earth sont également visibles sur Google Maps avec le plugin Google Earth.
Google a lancé une campagne de communication autour de cet ajout à Google Maps en l'indiquant sur la page Google Maps puis en promouvant sur sa page globale Google Search.
Depuis le 1er octobre 2013, cette fonctionnalité a été supprimée par Google. Les bâtiments 3D visibles sur Google Earth sont maintenant créés à l'aide d'algorithmes exploitants les prises de vue StreetView et des relevés d'altitude plus précis. Ces dernières années, la majeure partie de la France est visible en 3D sur Google Earth grace aux vues satellites (Bâtiments et même végétation)

## Extensions
Il est possible de doter SketchUp de diverses extensions, par des scripts écrits en langage Ruby, apportant ainsi des fonctions supplémentaires au logiciel : outils d'animation 3D, formes géométriques avancées, moteurs de rendu, impression 3D, … 
Les extensions sont disponibles sur internet, la plupart sont créées par des développeurs indépendants, certaines sont payantes.
Par exemple :
- SketchyPhysics est un logiciel complémentaire de SketchUp permettant de mettre en mouvement de translation, rotation et/ou plan sur plan tout objet créé
- Abatia est un plugin destiné au calcul thermique pour le bâtiment
- Pov-Ray, Vray, Kerkythea sont des moteurs de rendu et de raytracing.

### Exemples avec rendu photographique Vray

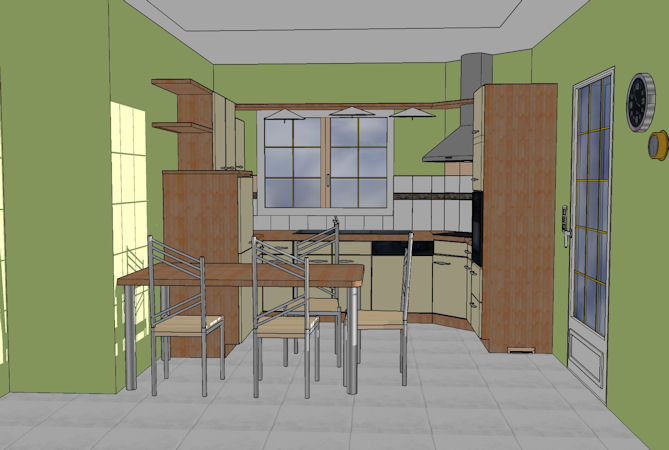
Dessin en 3D d'une cuisine moderne réalisée avec Sketchup
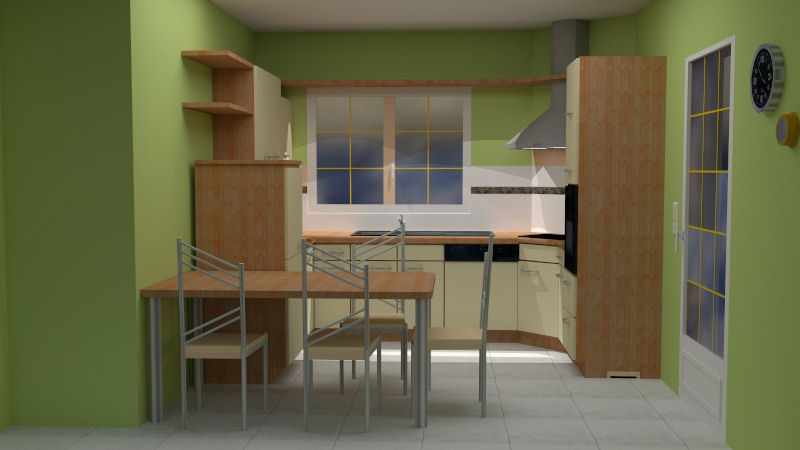
Application du plugin Vray sur un dessin de cuisine fait avec Sketchup
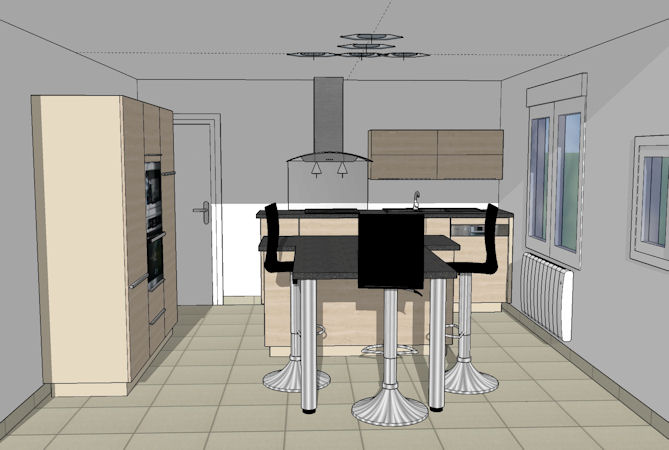
Dessin en 3D d'une cuisine moderne réalisée avec Sketchup
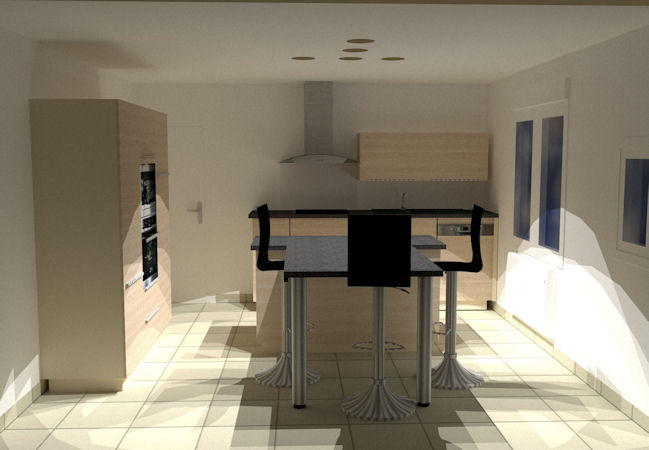
Application du plugin Vray sur un dessin de cuisine-2 fait avec Sketchup

## Applications similaires
- Revit
- ArchiCAD
- Allplan
- EliteCAD
- Sweet Home 3D